# زابینه برگمان-پول
زابینه برگمان-پول (آلمانی: Sabine Bergmann-Pohl؛ زاده ۲۰ آوریل ۱۹۴۶) یک پزشک و سیاست‌مدار اهل آلمان است.